# 横田藤太郎
横田 藤太郎（よこた とうたろう、天保11年（1840年）- 文久2年6月11日（1862年7月7日）は、幕末の尊皇派志士。町人身分。文久2年の坂下門外の変に連座して獄中死した 。名は昌綱（まさつな）。 

## 人物略歴
天保11年（1840年）、下野国真岡の商家、横田藤四郎の長男として生まれる。長崎や京都を遊歴したのち、宇都宮藩の江戸定府儒者で王政復古を唱える大橋訥庵に学んだ。
文久2年正月12日、老中安藤信正暗殺計画を主導しているとして大橋訥庵が逮捕されたことにより、同年正月15日（1862年2月13日）、父藤四郎とともに児島強介や小山長円らとともに信正襲撃事件に関与した（坂下門外の変）。このとき、父藤四郎は逃亡したが、藤太郎は下野国茂木で捕縛され、強介、長円もまた捕らえられた。藤太郎は同年（文久2年）6月11日に獄中で病死した。23歳。なお、児島強介は6月25日、大橋訥庵も7月12日にそれぞれ獄中で死亡した。
父横田藤四郎は、元治元年（1864年）の天狗党幹部藤田小四郎の呼びかけによる筑波山での挙兵（天狗党の乱）に弟の横田元綱（藤四郎三男）ともに参加している。
大正4年（1915年）、従五位を追贈された。